# 1948년 동계 올림픽 대한민국 선수단
1948년 동계 올림픽 대한민국 선수단은 1948년 1월 30일부터 2월 8일까지 스위스 장크트모리츠에서 개최된 1948년 동계 올림픽에 참가한 올림픽 대한민국 선수단이다. 당시는 대한민국 정부가 수립되기 이전인 미군정 조선이었지만 한국(Korea)이라는 국명과 태극기를 내세워 출전하였고 대한민국 최초의 동계 올림픽 출전으로 불린다. 이종국은 개막식 기수를 맡아 처음으로 태극기를 들고 올림픽에 입장했다. 스피드스케이팅 한 종목에 문동성, 이종국, 이효창 3명의 선수가 참가했다. 문동성 선수가 대회 중 부상을 입어 감독으로 참여했던 최용진이 대신 경기에 참가했다.

## 참가 선수
| 종목           | 남자 | 여자 | 합계 |
| 스피드스케이팅 | 3    |      | 3    |
| 합계           | 3    | 0    | 3    |

## 종목별 성적

### 스피드스케이팅
| 선수   | 종목  | 기록   | 순위      |
| ------ | ----- | ------ | --------- |
| 최용진 | 500m  | 45.7   | 공동 21위 |
| 최용진 | 1500m | 2:29.8 | 31위      |
| 이종국 | 1500m | 2:30.9 | 공동 36위 |
| 이효창 | 500m  | 45.9   | 공동 23위 |
| 이효창 | 1500m | 2:23.3 | 19위      |
| 이효창 | 5000m | 9:05.4 | 25위      |

## 참고 문헌
- (영어) “South Korea at the 1948 Sankt Moritz Winter Games”. sports-reference.com. 2011년 7월 26일에 원본 문서에서 보존된 문서. 2010년 11월 22일에 확인함.
- (프랑스어) Comité Olympique Suisse (1951년 1월). 《Rapport Général sur les Ves Jeux Olympiques d'hiver St-Moritz 1948》 (PDF). Lausanne: H. Jaunin. 2008년 4월 10일에 원본 문서 (PDF)에서 보존된 문서. 2008년 6월 10일에 확인함.